# 从物权
从物权，是从属于其他权利并为其服务的物权，与主物权相对。如地役权、抵押权、质权、留置权。
从物权的命运同于其所依赖的权利，主要为债权，如果主债权因为各种原因被撤销或者无效，则从物权亦归于无效。